# John Cleland
John Cleland (Kingston upon Thames, baptizado a 24 de Setembro de 1709 – 23 de Janeiro de 1789) foi um romancista inglês mais conhecido por ser o autor de Fanny Hill - Memórias Duma Prostituta.

## Biografia
John Cleland foi o filho mais velho de William Cleland (1673/4 – 1741) e Lucy Cleland (nascida DuPass). Nasceu em Kingston upon Thames no Surrey mas cresceu em Londres, onde o seu pai foi primeiro um oficial do Exército Britânico e mais tarde funcionário público.  William Cleland era amigo de Alexander Pope, enquanto Lucy Cleland era amiga ou próxima de Pope, Viscount Bolingbroke, Chesterfield, e Horace Walpole. A família possuía riqueza e movia-se entre os círculos literários e artísticos mais finos de Londres.
John Cleland entrou na Westminster School in 1721, mas saiu ou foi expulso em 1723. A sua saída não se deveu a motivos financeiros, mas qualquer mau comportamento ou alegação que conduziram à sua saída é desconhecida. O historiador J. H. Plumb especula que se pode culpar a sua natureza reguila e conflituosa; no entanto, apesar do que quer que seja que levou Cleland a sair, este conseguiu entrar na Companhia Britânica das Índias Orientais, depois de ter saído da escola. Começou como soldado e trabalhou nos serviços públicos da companhia, vivendo em Bombaim de 1728 a 1740. Regressou a Londres quando chamado pelo seu pai, que estava a morrer. Após a morte de William, as possessões foram administradas por Lucy.  Contudo, esta escolheu não sustentar John. Entretanto, os dois irmãos de Cleland terminaram a sua educação em Westminster e passaram a sustentar-se sozinhos .

## Publicação deFanny Hill

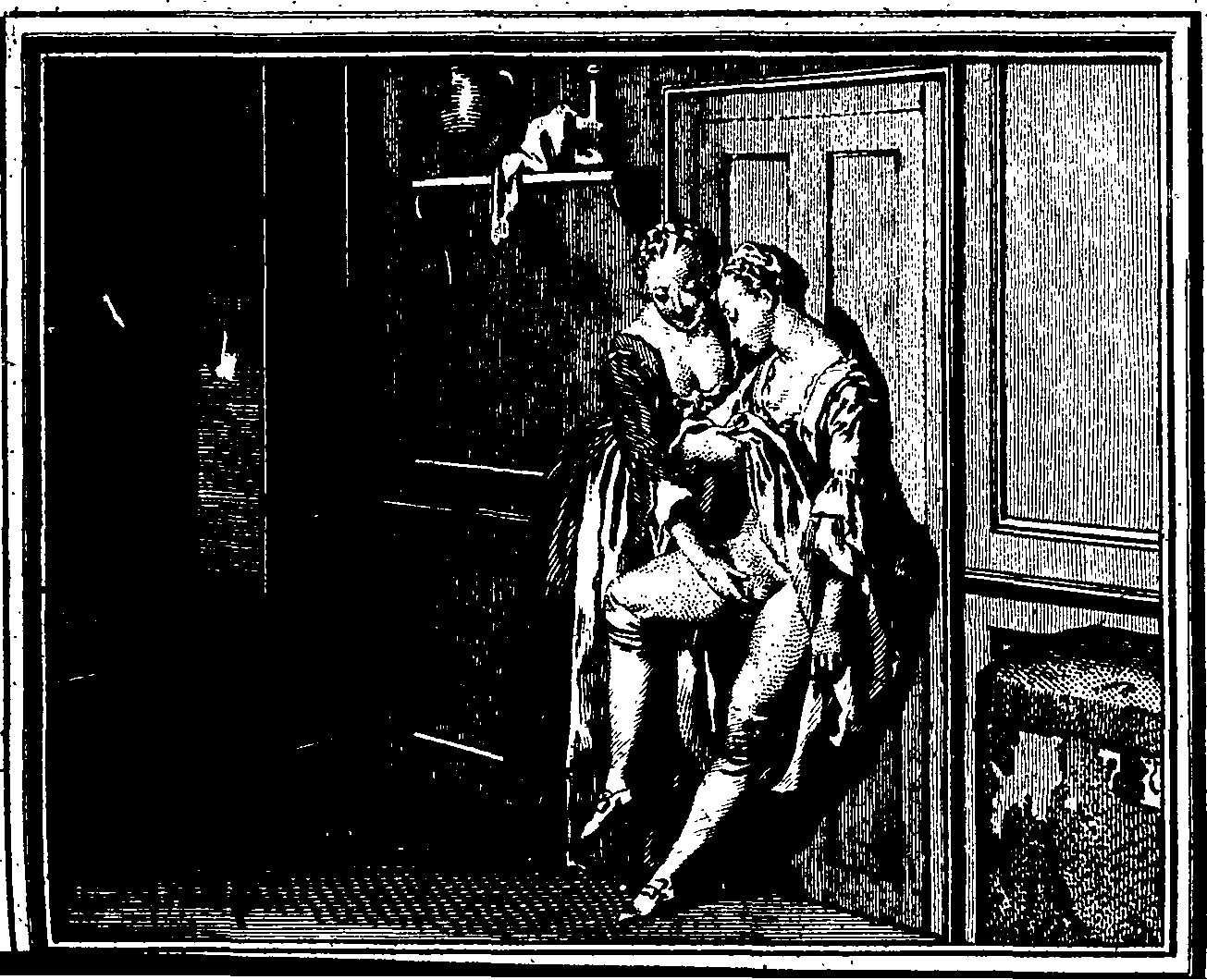
Fanny Hill o livro proscrito de John Cleland

John Cleland começou a cortejar os Portugueses numa tentativa em vão de refundar a Companhia Portuguesa das Índias Orientais. Em 1748, Cleland foi preso devido a uma dívida de 840£ (equivalente a um poder de compra de £ 100 mil em 2005) e condenado à Prisão de Fleet, onde esteve cerca de um ano. Durante este período na prisão Cleland finalizou as Memórias Duma Prostituta (Memoirs of a Woman of Pleasure no original). O texto provavelmente existiria em manuscrito anos antes de Cleland o ter desenvolvido para publicação. O romance foi publicado em duas parcelas, em Novembro de 1748 e Fevereiro de 1749. Em Março desse ano, foi libertado da prisão.
Em Novembro de 1749, Cleland foi preso, assim como os editores e impressores de Fanny Hill. Em tribunal, Cleland desmentiu o romance e afirmou que apenas poderia "desejar, pela sua alma" que o livro fosse "queimado e esquecido". O livro foi então retirado oficialmente. Não voltou a ser publicado legalmente durante mais de cem anos. Contudo, continuaria a vender bem e a ser publicado em edições pirateadas. Em Março de 1750, Cleland produziu uma versão do livro altamente expurgada que, apesar disso, foi também proscrita; mais tarde a prossecução contra Cleland veio a desaparecer, e a edição expurgada continuou a ser vendida legalmente. .

## Escrita final
O obituário de Cleland no Monthly Review indicou que lhe tinha sido concedida uma anuidade governamental de cem libras de modo a prevenir a sua escrita de mais obscenidades para subsistência. Contudo, não se encontram registos disso, o que é altamente duvidoso. É mais provável que este facto tenha sido inventado pelo seu eulogista. Cleland foi celebrado pela qualidade de Fanny Hill, mesmo que o trabalho completo não estivesse à venda numa edição legal. Cleland tornou-se amigo de David Garrick, e James Boswell procurou a sua companhia.
Apesar da execução poderosa e estilística de Fanny Hill, os outros trabalhos de Cleland foram em comparação pobres ou simplórios . Após a sua libertação da prisão e os processos relacionados com Fanny Hill, Cleland tornou-se um escritor contratado. Tentou mais dois romances, Memoirs of a Coxcomb (1751), que contém uma paródia de Mary Wortley Montagu como "Lady Bell Travers" que deu muita discussão, e The Woman of Honour (1768), bem como uma colectânea de fábulas de romance em The Surprises of Love (1764). Nenhuma destas obras foi bem sucedido em particular, quer em termos literários quer em termos de popularidade. 
Tentou uma tragédia, Titus Vespasian, em 1755 e duas comédias , The Ladies Subscription (1755) e Tombo-Chiqui, or, The American Savage (1758), para o palco, mas nenhuma foi sequer realizada. Cleland acusou publicamente David Garrick de sabotagem. Apesar de se terem reconciliado, Cleland ficou amargo com o seu desapontamento.
Cleland também se envolveu num esforço idiossincrático de provar que as línguas Celtas eram a língua edênica a partir da qual todas as outras línguas derivavam. Ele era de sangue escocês e era fluente em múltiplas línguas, mas os seus trabalhos filológicos eram desprovidos de valor. Tentou mostrar que o Hebreu, o Grego e o Latim derivavam todos de raízes celtas. Perseguiu este esforço ao longo de três livros.
A sua única obra popular a seguir a Fanny Hill foi a adaptação para francês de Dictionary of Love em 1753. Contudo, escreveu uma sátira em verso chamada "The Times!" (1760 e 1761), uma paródia do The Oeconomy of Human Life in the form of The Oeconomy of a Winter's Day (1750) de Robert Dodsley, uma biografia de Madame de Pompadour, a amante de Luís XV de França em 1760, e muitos trabalhos de tradução e revisão. Contribuiu com trinta críticas para a Monthly Review e cerca de duzentas cartas para a Public Advertiser entre 1749 e 1787. Nos seus últimos anos, também escreveu dois trabalhos médicos altamente idiossincráticos e muito positivos, onde disse a Boswell que sabia mais sobre nervos que qualquer médico na Europa.

## Final de vida
Nenhuma das obras literárias de Cleland lhe garantiu um sustento confortável, o que amargava Cleland. Denunciou publicamente a sua mãe antes da sua morte em 1763 por não o sustentar. Adicionalmente, mostrou uma tendência religiosa para o Deísmo que o levou a ser chamado de herético. Acusou também Laurence Sterne de "pornografia" com Tristram Shandy.
Em 1772, contou a Boswell que tinha escrito Fanny Hill quando esteve em Bombaimn Bombay, como desafio para provar a um amigo que era possível escrever sobre prostituição sem usar algum termos "vulgares"  Na altura, Boswell afirmou que Cleland era um "fine sly malcontent." Mais tarde, visitou Cleland novamente e descobriu-o a viver sozinho, evitado por todos, com apenas uma mulher 'velha e feia' como sua única criada.  Josiah Beckwith disse, em 1781, que depois de o ter conhecido, "não era de estranhar" que fosse um suposto "sodomita". De 1782 até à sua morte a 23 de Janeiro de 1789 Cleland viveu em Petty France, Westminster, "a algumas centenas de jardas [metros] da sua casa de infância em St. James's Place". Morreu solteiro e foi enterrado no adro da Igreja de St. Margaret em Londres.

## Obras
- Fanny Hill - Memórias Duma Prostituta - no original Memoirs of a Woman of Pleasure, or, Fanny Hill (1749)
- Memoirs of a Woman of Pleasure, or, Fanny Hill (1750) (versão expurgada e legal)
- Memoirs of a Coxcomb (1751)
- Titus Vespasian (1755) (peça de teatro não produzida)
- The Ladies Subscription (1755) (peça de teatro não produzida)
- Tombo-Chiqui, or, The American Savage (1758) (peça de teatro não produzida)
- The Surprises of Love (1764)
- The Surprises of Love: Exemplified in the Romance of a Day Or An Adventure in Greenwich-Park Last Easter, The Romance of a Night Or A Covent-Garden-Adventure, The Romance of a Morning or The Chance of a Sport, The Romance of an Evening or Who would have thought it ? (Colectânea de contos)
- The Woman of Honour (1768)
- Molly Hill Memoirs of The Sister of Fanny Hill
- The Illustrated Fanny Hill
- Memoirs of an Oxford Scholar
- The Memoirs of Maria Brown (Genuine Memoirs of the celebrated Miss Maria Brown)
- Outros trabalhos filológicos, poesia, traduções, críticas periódicas e cartas